# Wilde Salomé
Wilde Salomé è un film del 2011 scritto, diretto ed interpretato da Al Pacino.
Il film è stato presentato fuori concorso alla 68ª Mostra internazionale d'arte cinematografica di Venezia, dove ha vinto il Queer Lion 2011.